# Porto Torres
Pour les articles homonymes, voir Torres.
Porto Torres (en sassarais Posthudorra) est une commune italienne de la province de Sassari en Sardaigne.
Elle est située dans le golfe d'Asinara, en face de l'île homonyme, aujourd'hui devenue parc national. Cette ville est aussi un port parmi les plus importants en Italie pour le trafic passagers (en provenance d'Europe et d'Italie du Nord).
La commune a été fondée en 1842, détachée de la commune de Sassari qui l'entoure encore complètement.

## Histoire
Porto Torres existait dans l'Antiquité sous le nom de Turris Libisonis. Sous l'Empire romain, elle entretient des relations maritimes suivies avec Ostie et Rome, comme en témoigne une mosaïque décorant sa représentation commerciale dans la place des Corporations.

### Communes limitrophes
- Sassari.

## Personnalités liées à la commune
- Herbert de Clairvaux, archevêque de Torres au XIIe siècle.
- Andrea Parodi, chanteur.